# Hauenstein (Pfalz)

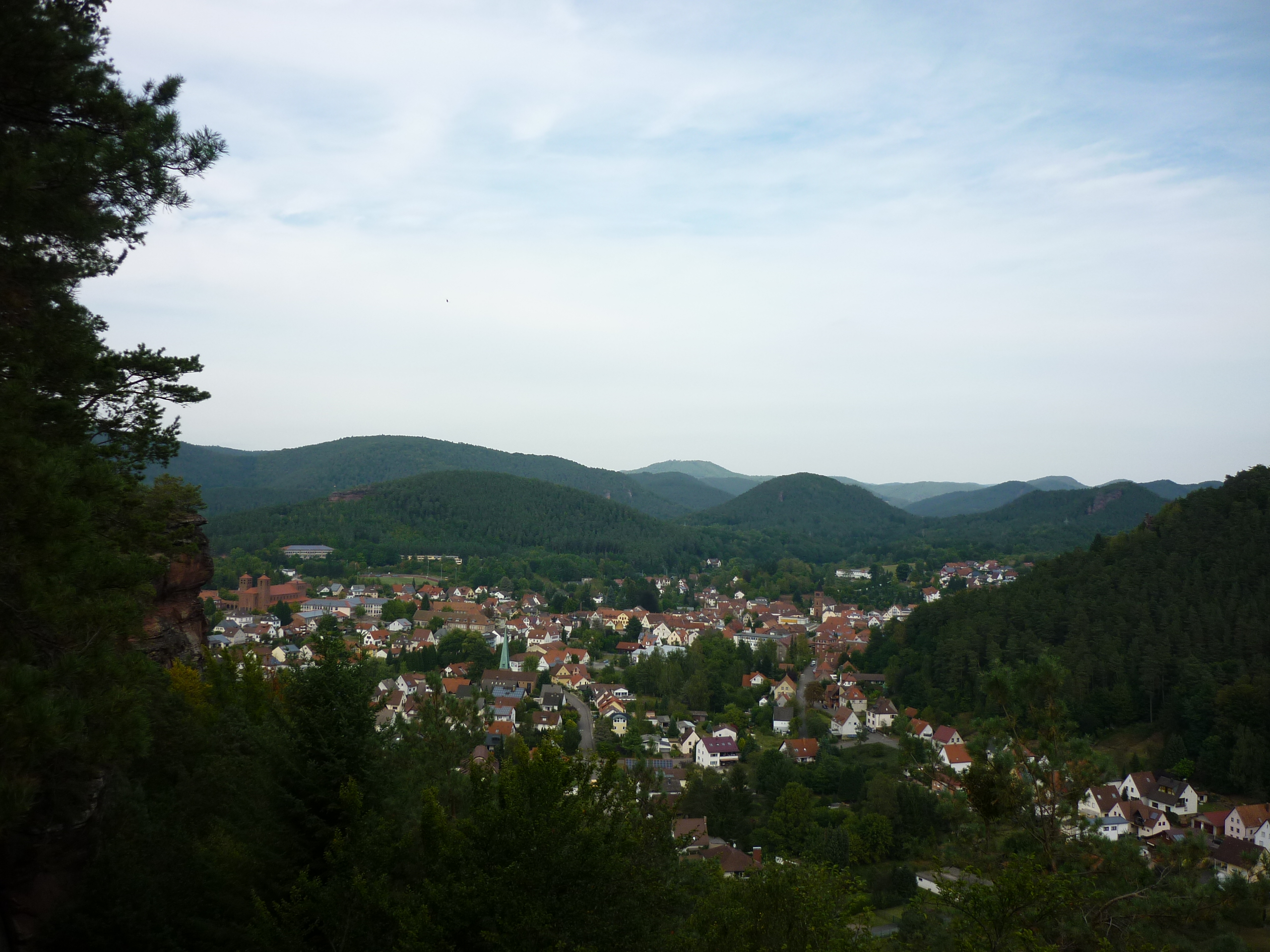
Blick auf Hauenstein

Hauenstein, im örtlichen Dialekt Hääschde genannt, ist die gemessen an der Einwohnerzahl fünftgrößte Ortsgemeinde des rheinland-pfälzischen Landkreises Südwestpfalz. In dem als Schuhdorf bekannten Luftkurort hat auch die gleichnamige Verbandsgemeinde ihren Verwaltungssitz. Hauenstein ist gemäß Landesplanung als Grundzentrum ausgewiesen.

## Geographie

### Lage
Die Gemeinde liegt im südlichen Pfälzerwald, dem deutschen Teil des Wasgaus an dessen nördlichem Rand. Sie befindet sich in Osten des Landkreises Südwestpfalz. Nachbargemeinden sind - im Uhrzeigersinn - Wilgartswiesen, Spirkelbach, Schwanheim, Erfweiler, Dahn, Hinterweidenthal und eine zu Spirkelbach gehörende Exklave.

### Erhebungen
Unmittelbar nordöstlich des Siedlungsgebiets an der Grenze zu Wilgartswiesen erstreckt sich der 336,3 Meter hohe Neding und westlich von ihm – ebenfalls an der Gemeindegrenze – der 324 Meter hohe Mischberg. Südlich der Bebauung erheben sich der Weimersberg (376,1 m), der Soldatenkopf, der Benz, der Hohe Kopf (442,6 m), an der Grenze zu Erfweiler der Winterberg (460,8 m) sowie der 433 m hohe Mittel-Schachen und an der Grenze zu Schwanheim der 455,7 Meter hohe Hühnerstein.

### Gewässer

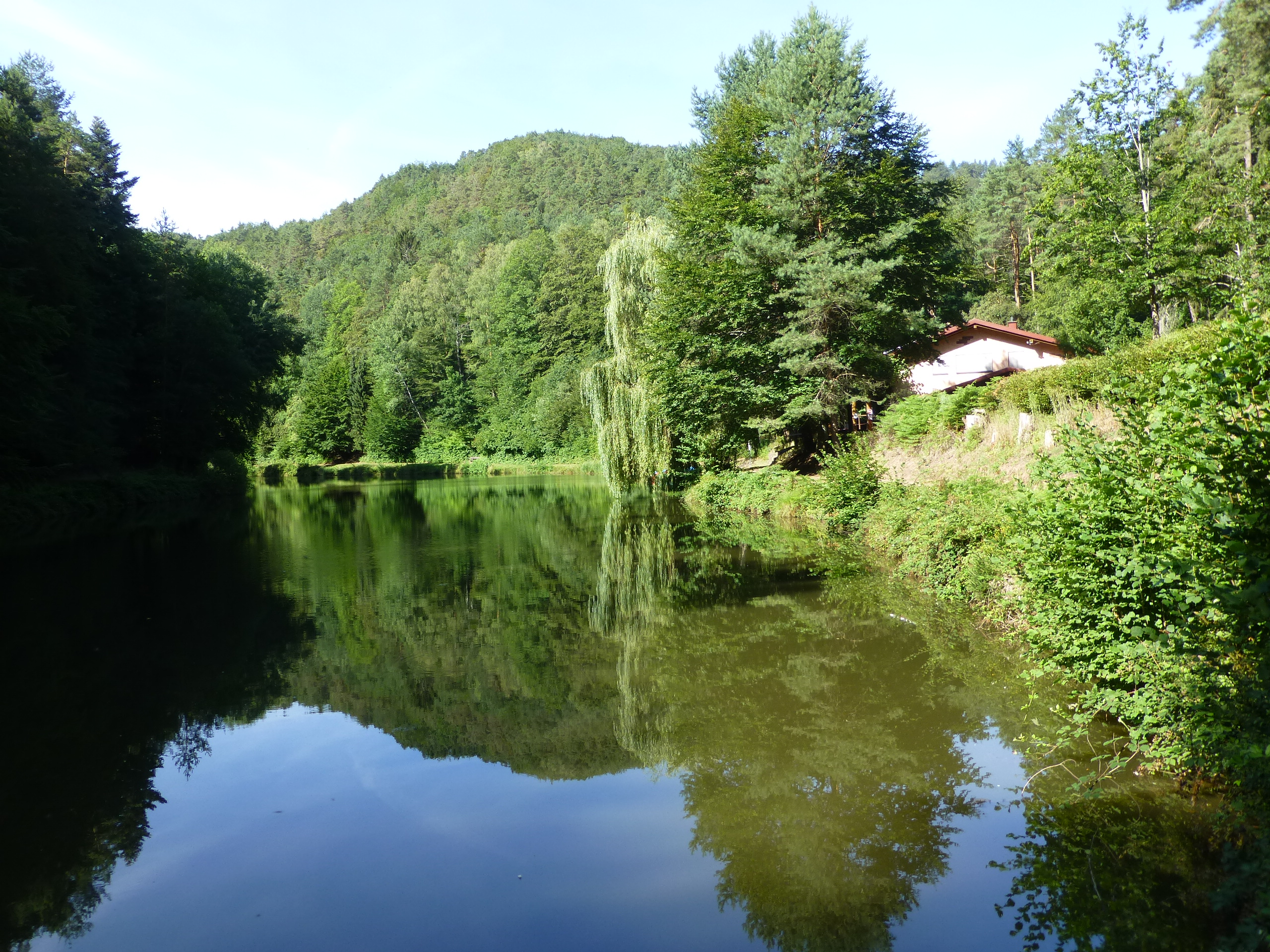
Paddelweiher auf der Gemarkung von Hauenstein

Durch den Ort fließt etwa von Süd nach Nord die Queich, die in der südlichen Waldgemarkung von Hauenstein entspringt, sich weiter abwärts zu einem der Hauptabflusssysteme der Pfalz entwickelt und in den Rhein mündet. Kurz vor Erreichen der Bebauung durchfließt sie den Paddelweiher. Mitten im Siedlungsgebiet der Ortsgemeinde mündet von rechts der Gillenbach in diese, weiter nordöstlich folgt von links der Mischbach. Ganz im Osten der Gemarkung nimmt sie von rechts den Steinbach auf, der größtenteils die Gemarkungsgrenze zu Spirkelbach und in seinem Oberlauf die Grenze zu Schwanheim bildet.
Durch den Westen der Gemeindegemarkung verläuft die Wasserscheide zur Lauter. In diesem Bereich entspringt unter anderem der Mühlenbach, der nach rund hundert Metern die Grenze zu Dahn bildet, ehe er auf das Gemeindegebiet von Hinterweidenthal übersetzt. Etwas weiter nördlich befindet sich der Hirtenbach, der von rechts den Hauensteinerbach und das Schwemmwasser aufnimmt; letzteres befindet sich lediglich in seinem unmittelbaren Mündungsbereich auf der Gemeindegemarkung. Im Südwesten der Gemarkung bildet für die ersten rund 200 Meter seines Verlaufes der Langenbach die Grenze zu Erfweiler, der ebenfalls über die Lauter entwässert.

### Klima
Das Klima besitzt angesichts der etwas größeren Höhe zwar nicht die Mildheit der Rheinebene, zeichnet sich aber dank der im Norden querliegenden Berge der Frankenweide durch sehr gemäßigte Winter aus. Der umgebende Wald sorgt für ausreichende Niederschläge, welche die Sommer ausgeglichen gestalten und im Herbst zu hohen Erträgen bei Esskastanien und Speisepilzen führen.

## Geschichte
Erstmals erwähnt wird Hauenstein im Jahr 1345 in einer Urkunde zur pfälzischen Kirchengeschichte. Von 1798 bis 1814, als die Pfalz Teil der Französischen Republik (bis 1804) und anschließend Teil des Napoleonischen Kaiserreichs war, war Hauenstein in den Kanton Dahn eingegliedert. 1815 wurde der Ort Österreich zugeschlagen. Bereits ein Jahr später wechselte Hauenstein gemäß dem Vertrag von München in das Königreich Bayern. Ab 1818 war der Ort Bestandteil des Landkommissariat Pirmasens, das 1862 in ein Bezirksamt umgewandelt wurde.
Bekannt wurde das Dorf durch die Schuhfertigung, die vom ausgehenden 19. Jahrhundert an das Leben der Menschen in Hauenstein bestimmte. Nach dem Vorbild des 20 km entfernten Pirmasens (1857) wurde 1886 die erste Schuhfabrik eröffnet; Gründer waren die Brüder Carl-August und Anton Seibel. Schon 1890 machte Anton Seibel sich mit einer zweiten Fabrik selbstständig. Zahlreiche weitere Unternehmer folgten. Bis 1914 entstanden 14 Schuhfabriken, die damals 1140 Menschen beschäftigten. 1961 gab es den Höchststand 36 Fabriken. Dann war der Boom zu Ende. Bis zur Gegenwart überdauert hat lediglich eine einzige Schuhfabrik.
Im Gegensatz zum wenige Kilometer entfernten evangelisch geprägten Darstein, das 1930 als erste deutsche Gemeinde bei einer Reichstagswahl einen Stimmenanteil von 100 % für die NSDAP auswies, stimmte von der überwiegend katholischen Bevölkerung Hauensteins zu dieser Zeit lediglich ein außergewöhnlich kleiner Teil für die Nationalsozialisten. Noch bei der Reichstagswahl am 5. März 1933 erreichte die NSDAP in Hauenstein lediglich 4,8 Prozent, während die gemeinsame Liste aus Zentrum und Bayerischer Volkspartei auf 92,6 Prozent kam. Dies war reichsweit das beste Ergebnis einer nicht-nationalsozialistischen Partei in Gemeinden mit über 1000 Einwohnern.
1939 wurde Hauenstein in den Landkreis Pirmasens (seit 1997 Landkreis Südwestpfalz) eingegliedert. Nach dem Zweiten Weltkrieg wurde die Gemeinde innerhalb der französischen Besatzungszone Teil des damals neu gebildeten Landes Rheinland-Pfalz. Im Zuge der ersten rheinland-pfälzischen Verwaltungsreform wurde Hauenstein Sitz der neu geschaffenen gleichnamigen Verbandsgemeinde.

## Bevölkerung

### Einwohnerentwicklung
Im Zuge der Industrialisierung stieg die Einwohnerzahl Hauensteins ab dem 19. Jahrhundert stark an. 1886 zählte der Ort 683 Einwohner und im Jahr 1913 bereits 1900. 1961 lebten 4406 Menschen in Hauenstein. Ab Ende der 1960er Jahre war zunächst ein Rückgang der Einwohnerzahl zu beobachten. Seit der Jahrtausendwende stagniert sie bei rund 4000.

### Religion

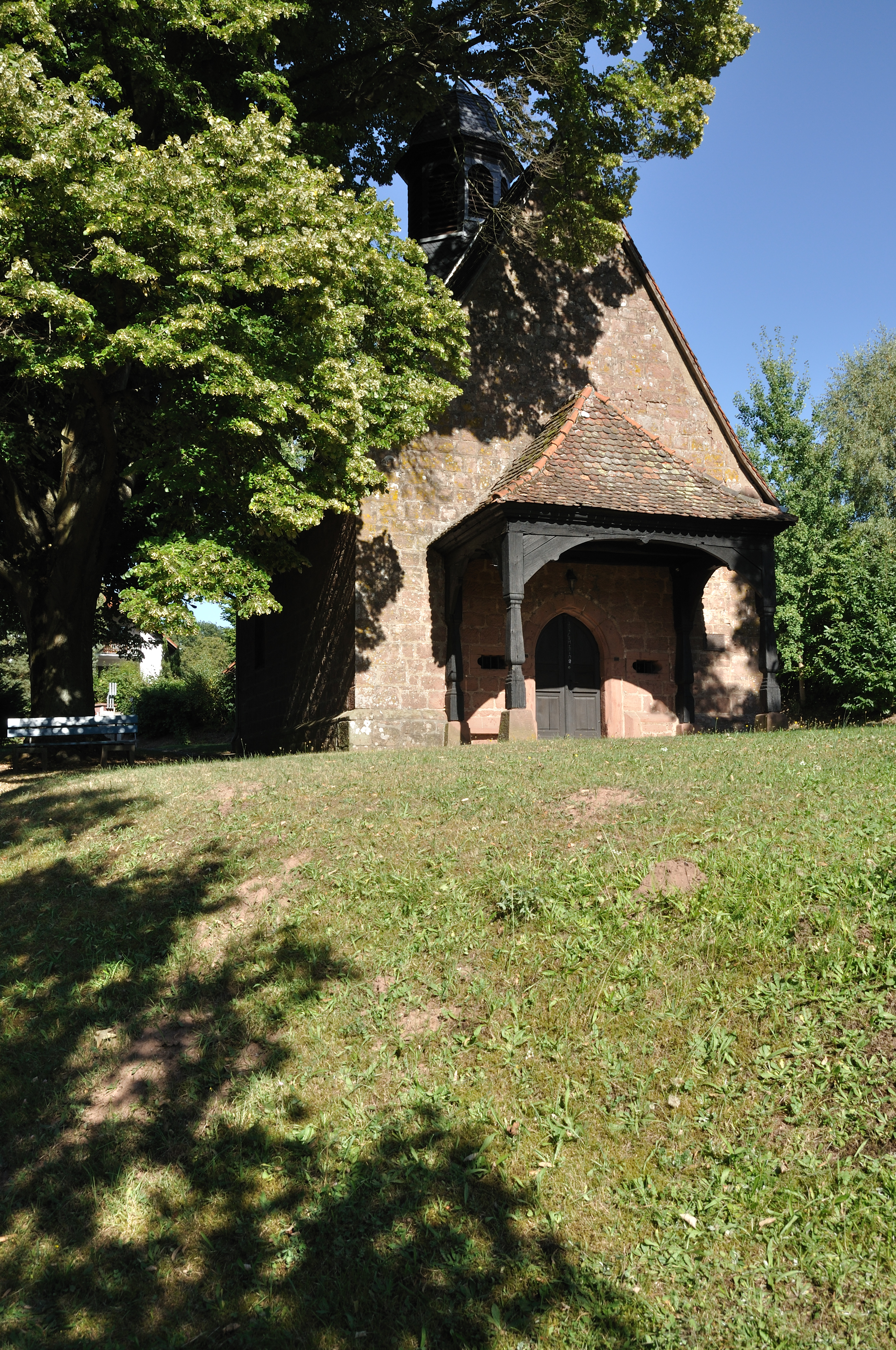
Kapelle St. Katharina

2012 waren 72,9 % der Einwohner katholisch und 13,5 % evangelisch. Die übrigen gehörten einer anderen Religion an oder waren konfessionslos. Die Katholiken gehören zum Bistum Speyer, die Protestanten zur Evangelischen Kirche der Pfalz (Protestantische Landeskirche).
Angesichts der Verteilung der beiden großen christlichen Konfessionen überwiegen die katholischen Sakralgebäude. Die Kapelle St. Katharina im spätgotischen Stil stammt aus dem Jahre 1512. Die Kirche St. Bartholomäus wurde in den Jahren 1787 und 1788 errichtet und bewahrt Bilder sowie Heiligenfiguren, die noch aus dem Mittelalter stammen. Die Pfarrkirche Christ-König wurde 1933 unter dem Architekten Albert Boßlet erbaut.
Die Friedenskirche Maria – Königin des Friedens wurde 1972 geweiht; sie wurde 2021 profaniert.
Einziges evangelisches Gotteshaus ist die Dreifaltigkeitskirche.
Das Kloster der Unbeschuhten Karmelitinnen wurde 1958 eröffnet; es betrieb eine Kerzenmanufaktur und eine Hostienbäckerei. Da 2022 nur noch sieben Schwestern im Kloster lebten, entschieden sie, ihre Klostergemeinschaft 2023 aufzulösen und in andere Karmeliterklöster umzuziehen.

## Politik

### Gemeinderat
Der Gemeinderat in Hauenstein besteht aus 20 Ratsmitgliedern, die bei der Kommunalwahl am 9. Juni 2024 in einer personalisierten Verhältniswahl gewählt wurden, und dem ehrenamtlichen Ortsbürgermeister als Vorsitzendem.
Die Sitzverteilung im Gemeinderat:
| Wahl | SPD | CDU | Grüne | FDP | WGH | Gesamt   |
| ---- | --- | --- | ----- | --- | --- | -------- |
| 2024 | 2   | 6   | 2     | –   | 10  | 20 Sitze |
| 2019 | 2   | 6   | 3     | –   | 9   | 20 Sitze |
| 2014 | 3   | 11  | 4     | 2   | –   | 20 Sitze |
| 2009 | 2   | 11  | 3     | 4   | –   | 20 Sitze |
| 2004 | 2   | 11  | 4     | 3   | –   | 20 Sitze |

- WGH = Wählergruppe Hääschde e. V. (ehemals Wählergruppe Schöffel)

### Bürgermeister
Steffen Mellein (WGH) wurde am 5. September 2024 Ortsbürgermeister von Hauenstein. Bei der Stichwahl am 23. Juni 2024 hatte er sich gegen den bisherigen Amtsinhaber Michael Zimmermann (CDU) durchgesetzt. Die Stichwahl war notwendig geworden, da bei der Direktwahl am 9. Juni 2024 keiner der ursprünglich fünf Bewerber die notwendige absolute Mehrheit erlangt hatte.
Michael Zimmermann (CDU) hatte das Amt am 15. August 2019 übernommen. Bei der Direktwahl am 26. Mai 2019 war er mit einem Stimmenanteil von 53,16 % für fünf Jahre gewählt worden. Zimmermanns Vorgänger, Bernhard Rödig (FDP), war nach 15 Jahren Amtszeit nicht erneut angetreten.

### Wappen
| Wappen von Hauenstein | Blasonierung: „In geteiltem Schild oben in Rot ein silberbewehrter und -bezungter silberner Adler, unten von Blau, darin ein schwebendes gleichschenkliges silbernes Kreuz, und Gold geteilt.“                                   |
| Wappen von Hauenstein | Wappenbegründung: Der silberne Adler in Rot ist das Zeichen der Herrschaft Dahn. Darunter stehen die Farben des Ritters Schenk von Waldenburg (blau-gelb). Das silberne Bistumskreuz in Blau repräsentiert das Hochstift Speyer. |

### Gemeindepartnerschaften
Offizielle Partnerschaften pflegt die Gemeinde mit Chauffailles (Département Saône-et-Loire, Frankreich) seit 1970 sowie mit Csenger (Komitat Szabolcs-Szatmár-Bereg, Ungarn) seit 2004. Inoffizielle Verbindungen bestehen mit Steinegg (Südtirol, Italien), Saint-André-de-la-Marche (Maine-et-Loire, Frankreich) – gehört seit 2016 zur Gemeinde Sèvremoine –, La Walck (Unterelsass, Frankreich) und San Marco di Pascoli (Italien).

## Kultur und Sehenswürdigkeiten

### Bauwerke
Kulturdenkmäler

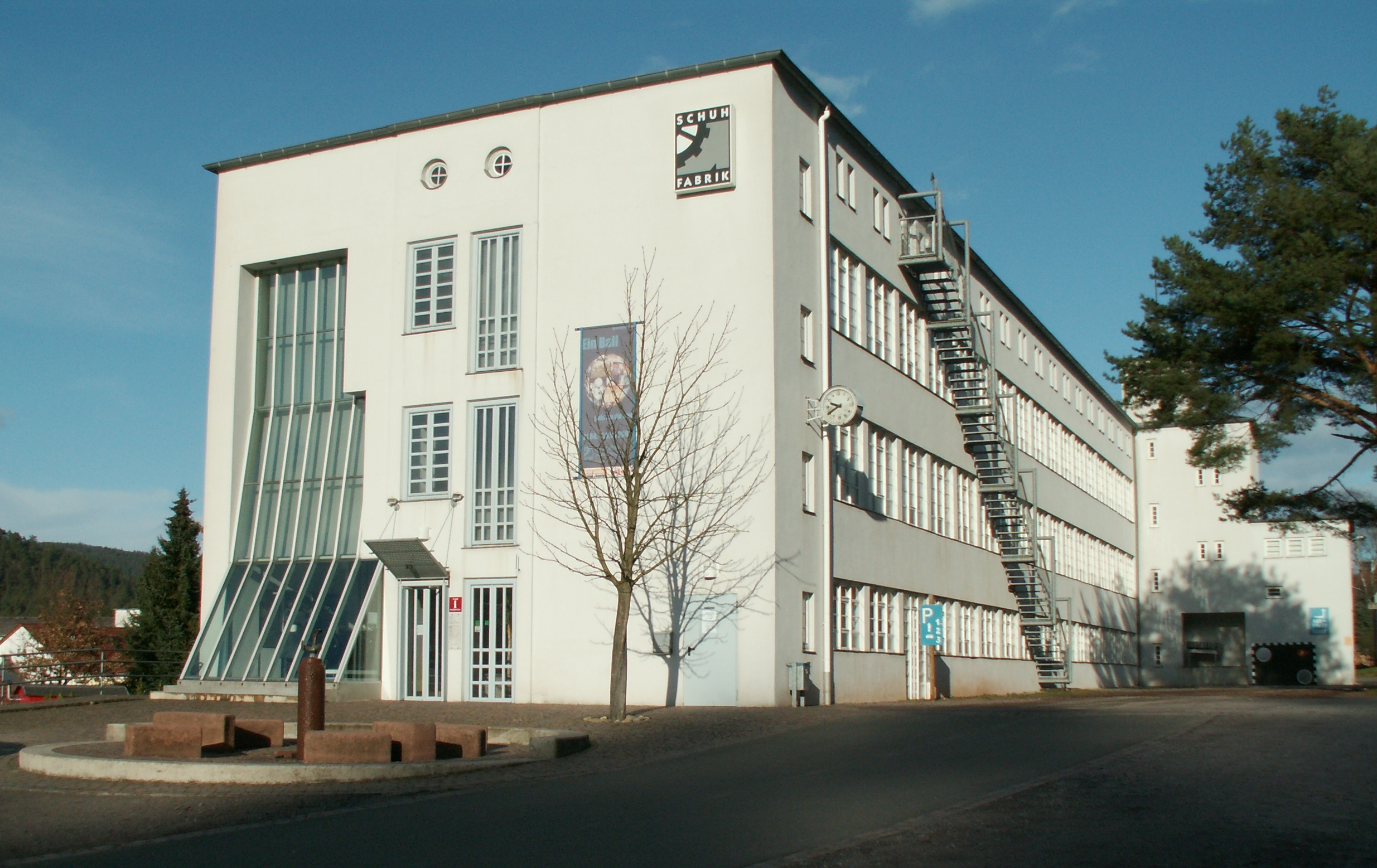
Deutsches Schuhmuseum

Die Ruine der Burg Backelstein ist als Denkmalzone ausgewiesen; an ihr haben Reste mittelalterlicher Wehranlagen überdauert. Hinzu kommen insgesamt elf Einzelobjekte, die unter Denkmalschutz stehen, darunter die Katholische Pfarrkirche Christkönig und das Deutsche Schuhmuseum. Letzteres wurde 1996 eröffnet. Es behandelt darüber hinaus das Thema Schuhe allgemein und zeigt unter anderem die „größten Lederschuhe der Welt“ mit der Größe 248 sowie den „größten Schuh der Welt“ mit der Größe 1041.
Sonstige Bauwerke
Das Schusterdenkmal weist auf das Schusterhandwerk als Grundlage der Hauensteiner Schuhmanufakturen hin. In der Gläsernen Schuhfabrik findet eine Schauproduktion statt, an der die Besucher die Möglichkeit besitzen, sich zu beteiligen.

### Natur

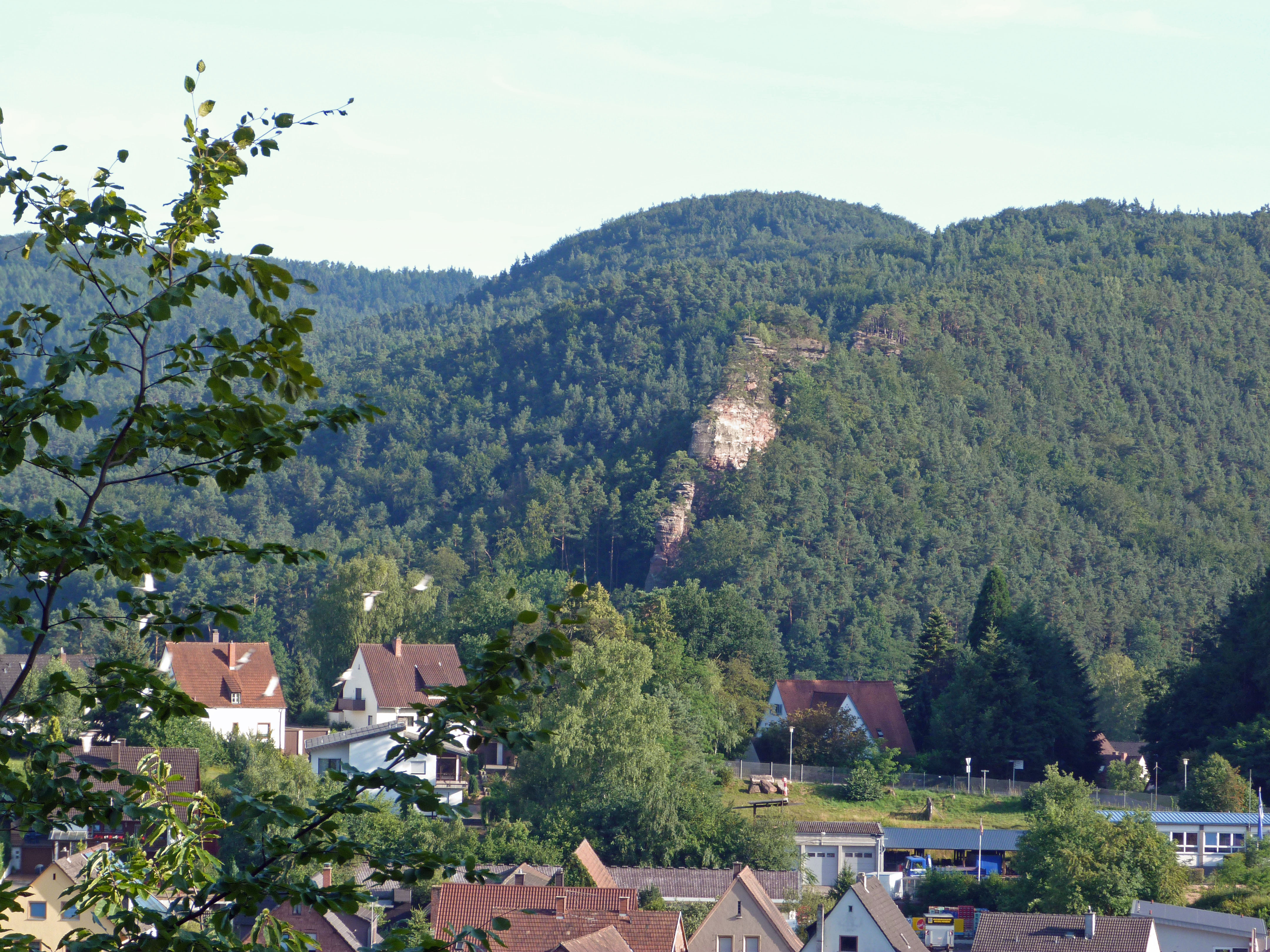
Burghalder

Die Ortsgemeinde liegt im Naturpark Pfälzerwald, der wiederum zum Biosphärenreservat Pfälzerwald-Vosges du Nord gehört. Auf Gemarkung von Hauenstein befinden sich insgesamt acht Naturdenkmale, darunter der Neding mit Felsentor und Nedingfelsen sowie der Burghalder, der Backelstein und der Kreuzfelsen samt Aussichtspunkt.
Zudem existiert Der Felsen, der die nördliche Ortseinfahrt durch den großen Felsdurchbruch bildet. Darüber hinaus ist Hauenstein Bestandteil des Klettergebiets Pfälzer Wald.

### Deutsche Schuhkönigin
Seit 2002 zielt die Initiative des Verbandes der Deutschen Schuhindustrie in Rheinland-Pfalz, der seinen Sitz in Pirmasens hat, darauf ab, vor Ort alle vier Jahre die Deutsche Schuhkönigin zu wählen, die von einer Schuhprinzessin unterstützt wird. In Abweichung von der Vorgabe war das 2006 gewählte Duo bis 2011 im Amt, das dann bundesweit ausgeschrieben wurde. Am 11. September 2011 wurden die neuen sogenannten „Schuhhoheiten“ gekürt; neben der Deutschen Schuhkönigin gibt es seither zwei Schuhprinzessinnen.

### Regelmäßige Veranstaltungen
- Frühlingsfest, Faschingsumzug, Sommernachtsfest der Pfadfinder, Waldfest des Musikvereins, Kerwe (Kirchweih), Deutsch-französischer Kunsthandwerker-Weihnachtsmarkt[24], Veranstaltungen von „Kultur im Dorf“[25].

### Rittersteine

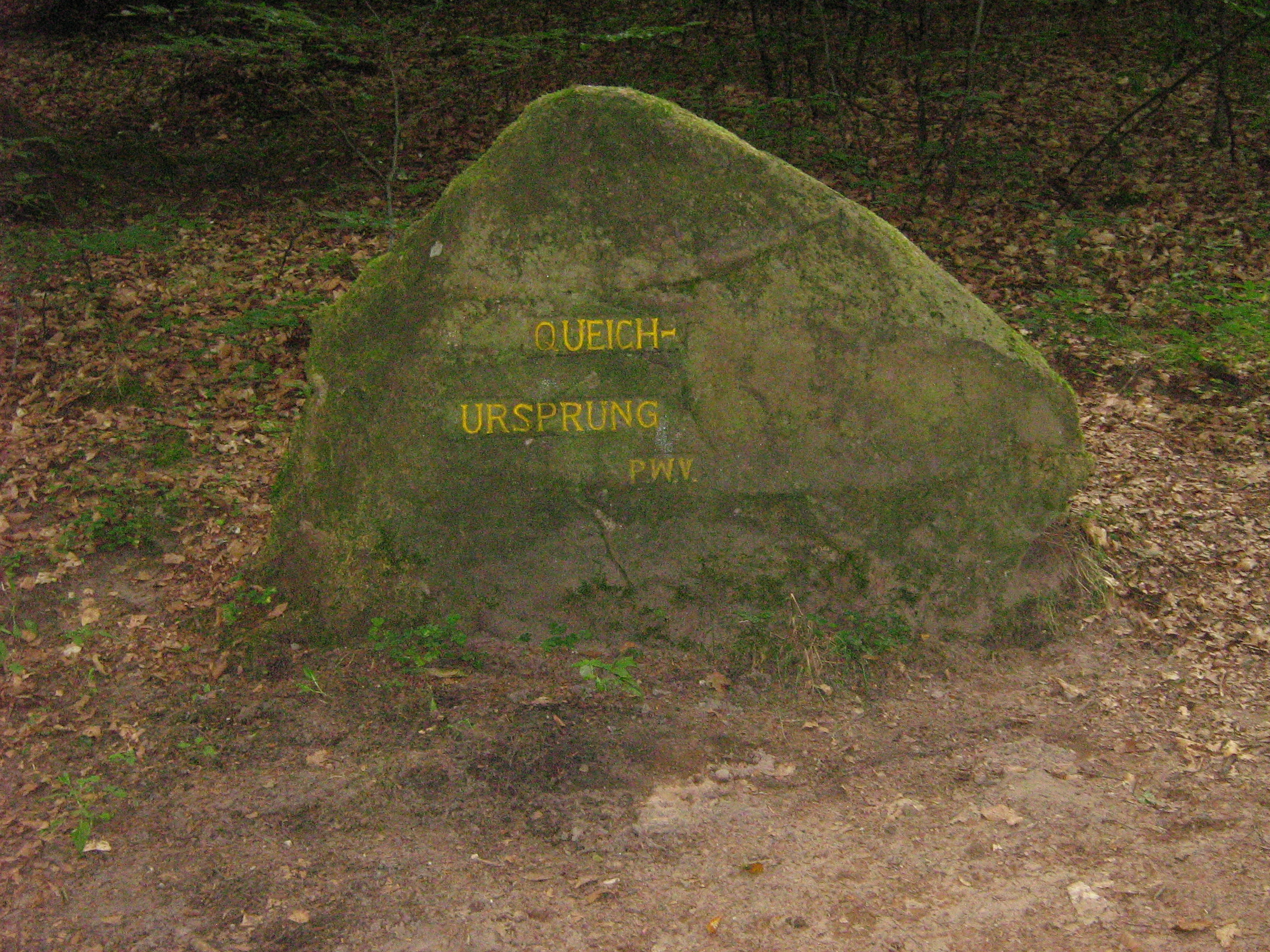
Ritterstein 214 Queich-Ursprung

Im Süden der Gemarkung stehen vier Rittersteine. Ritterstein 214 Queich-Ursprung markiert die Quelle der Queich. 218 Ruine Karolingisches Gehöft, 750–850, jetzt im Weiher verweist auf eine einstige karolingische Siedlung, die im Paddelweiher versunken ist. 219 Burghalder Fels markiert das gleichnamige Felsenriff. 220 Backelstein – Fruehmittelalterliche Holzburg weist auf die Existenz der Burg Backelstein hin.

### Vereine
An Sportvereinen existieren unter anderem der SC Hauenstein und die Boulefreunde Hauenstein. Darüber hinaus verfügt Hauenstein noch über weitere Vereine wie z. B. eine Ortsgruppe des Pfälzerwald-Vereins, die 2014 mit der Eichendorff-Plakette ausgezeichnet wurde. Zudem existiert vor Ort mit den Edelbronx'l Zündkatzen ein 2013 gegründeter Frauen-Mofaclub, dem in den Folgejahren mehrfach mediale Aufmerksamkeit zuteilwurde. Außerdem gibt es die Pfadfinder Hauenstein, die im aktiven Leben im Dorf wirken.
Hauenstein verfügt außerdem über ein Netzwerk von Hilfsorganisationen wie einer Freiwilligen Feuerwehr, dem Ortsverband des Technischen Hilfswerks, einer Rettungswache, die durch die DRK Rettungsdienst Südpfalz GmbH betrieben wird, dem Ortsverein des Deutschen Roten Kreuzes als Teil der „Sanitätsbereitschaft Wasgau“. und einer Ortsgruppe der Deutschen Lebens-Rettungs-Gesellschaft.

## Wirtschaft und Infrastruktur

### Wirtschaft

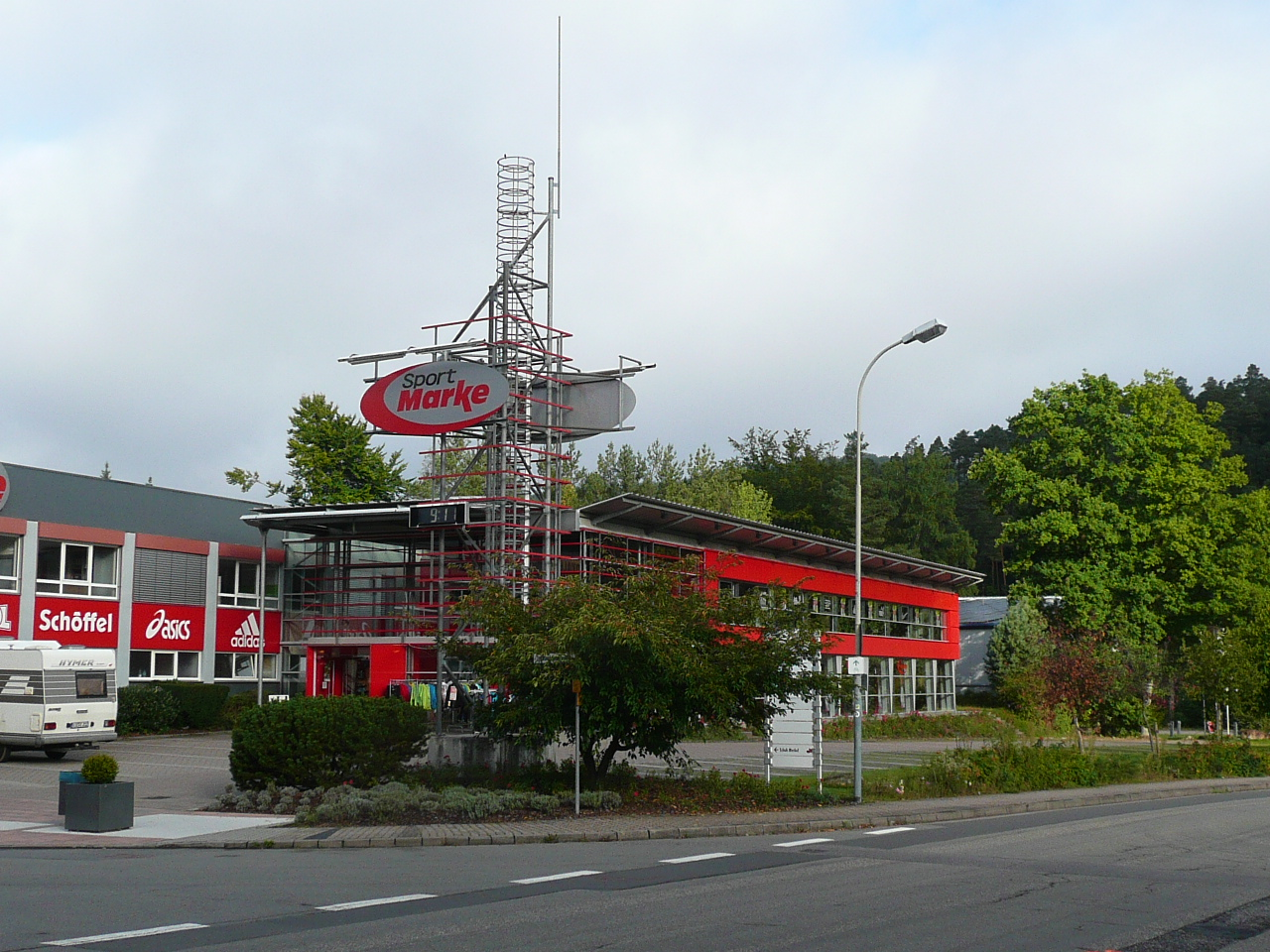
Schuhmeile im Nordwesten der Gemeinde

Die letzte noch produzierende Schuhfabrik Hauensteins ist die Josef Seibel Schuhfabrik, welche heute in vierter und fünfter Generation vom Urenkel und der Ururenkelin des Firmengründers geführt wird. Andere Schuhfabriken mussten rezessionsbedingt ihre Produktion einstellen. Viele verlegten sich auf den Schuhhandel. An den ungefähr 40 verkaufsoffenen Sonntagen von März bis Oktober laden rund ein Dutzend Geschäfte mit mehr als einer halben Million Paar Schuhe die Interessenten zur Anprobe. Zudem war Hauenstein Sitz der 1934 gegründeten Wasgau Packaging GmbH, ehe diese 2009 von Schumacher Packaging übernommen wurde. Im Herbst wirbt außerdem die örtliche Gastronomie mit pfälzischen Edelkastanien- und Wildgerichten.

### Verkehr
Hauenstein wird durch die Bundesstraße 10 erschlossen, die knapp nördlich des Ortes vorbeiführt und den Ort mit Pirmasens sowie Landau verbindet. Ursprünglich streifte sie den nordwestlichen Siedlungsrand, ehe die Trasse im Zuge der Errichtung von Ortsumgehungen nach Norden verlegt wurde. Die Landesstraße 495 zweigt von dieser ab und führt mitten durch den Ort bis nach Völkersweiler. Die Kreisstraße 38 stellt eine Verbindung nach Wilgartswiesen her.
Parallel zur B 10 verläuft die in diesem Bereich 1875 eröffnete Bahnstrecke Landau–Rohrbach der DB. Der Bahnhof Hauenstein befindet sich am nordwestlichen Siedlungsrand und ist betrieblich zum Haltepunkt zurückgestuft worden. Der 2010 in Betrieb genommene Haltepunkt Hauenstein Mitte, der der besseren Erschließung Hauensteins dient, befindet sich jedoch auf der Gemarkung der Nachbargemeinde Wilgartswiesen; aus diesem Grund hatte letztere lange Zeit Widerstand gegen dessen Bau geleistet, da sie um den Fortbestand ihres eigenen Bahnhofs gefürchtet hatte.

### Medien
Zudem gehört die Gemeinde zum Sendegebiet des Fernsehprogramms OKTV Südwestpfalz.

### Tourismus
Gegen Ende des 20. Jahrhunderts begann der Tourismus, die Schuhindustrie als Hauptwirtschaftszweig der Gemeinde abzulösen. Auf diese Weise ist der Luftkurort Hauenstein inzwischen zur klassischen Freizeitregion geworden, die sowohl für aktive als auch lediglich Erholung suchende Urlauber vielfältige Angebote bereithält. Neben der Natur im Pfälzerwald bieten Ort und Umgebung ein dichtes Netz von Erholungsmöglichkeiten mit Privat- und Hotelzimmern, Ferienwohnungen und regionaler Gastronomie.

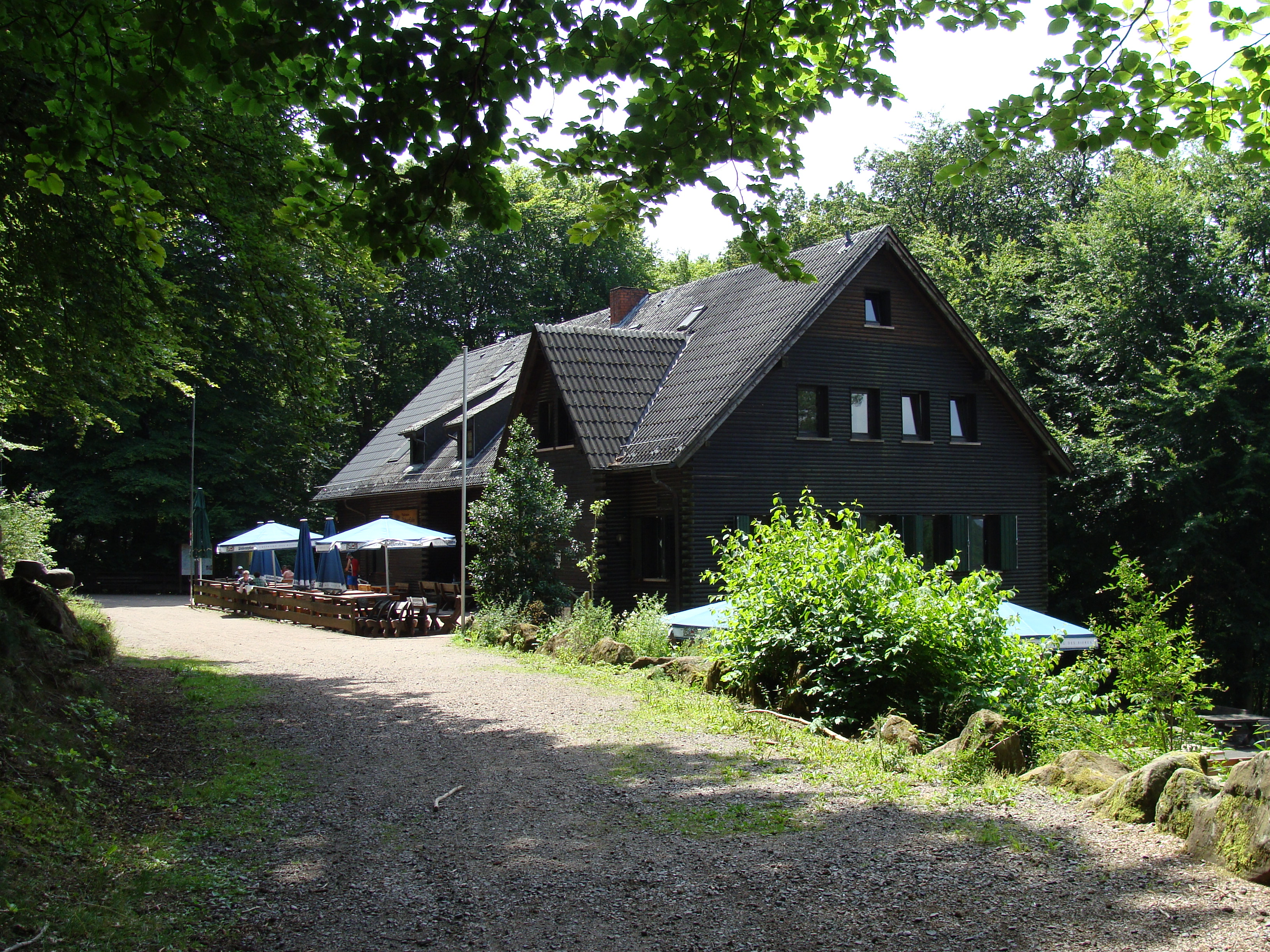
Wanderheim Dicke Eiche

Hauenstein liegt an der Deutschen Schuhstraße, am Prädikatswanderweg Pfälzer Waldpfad, der von Schweigen-Rechtenbach bis nach Kaiserslautern verläuft sowie an einer Nebenroute des Pfälzer Keschdeweges und am Höcherbergweg, der von Niederwürzbach bis nach Böchingen verläuft und der mit einem rot-weißen Balken markiert ist. Zudem liegt die Gemeinde an der Route eines Wanderweges, der mit einem blau-gelben Balken markiert ist und unter anderem die Verbindung mit Lauterecken und Sankt Germanshof schafft. Ein weiterer ist mit einem roten Punkt markiert und führt von Hertlingshausen bis südlich von Bobenthal unmittelbar an die Grenze zu Frankreich und einer, der mit einem gelb-roten Balken markiert ist, der eine Verbindung mit dem Wellbachtal sowie nach Rülzheim herstellt. Hinzu kommt ein solcher, der mit einem gelben Punkt gekennzeichnet und durch die Waldgemarkung verläuft; er stellt eine Verbindung mit Fischbach bei Dahn sowie mit dem Kettrichhof her.
Vor Ort existieren außerdem insgesamt fünf Hauensteiner Schuhwanderwege vom Ort in die umgebenden Wälder und zahlreiche weitere Wanderwege zu den Hütten im Pfälzerwald, vor allem der Hauensteiner Schusterpfad und der Zwicktritschenweg. Zudem ist die Gemeinde Ausgangspunkt des Queichtalradweg, der nach Germersheim führt, darüber hinaus liegt die Ortsgemeinde am Pirminius-Radweg, der von Wilgartswiesen nach Hornbach verläuft. In der Vergangenheit lag Hauenstein außerdem am Westpfalz-Wanderweg. Im äußersten Süden der Gemarkung befindet sich das Wanderheim Dicke Eiche; näher am Siedlungsgebiet liegt die Paddelweiher-Hütte.

### Bildung
Die Marienschule als Grundschule sowie die Wasgauschule als Realschule plus, die Hauptschul- oder Realschulabschluss anbietet, decken die Grundversorgung ab. Die nächsten Gymnasien befinden sich in Annweiler und Dahn. Zudem ist Hauenstein Standort zweier Kindertagesstätten, nämlich Kita Queichpiraten und St. Hedwig, das unter katholischer Trägerschaft steht. Letztere fungiert als Bewegungskindergarten und erhebt den Anspruch die vorschulische Erziehung zu ermöglichen.

## Persönlichkeiten

### Ehrenbürger
- Karl Anton Kreuter (1876–1965), Lehrer, Heimatforscher und Autor
- Georg Sommer (1881–1968), katholischer Pfarrer in Hauenstein von 1915 bis 1957, Gegner des Nationalsozialismus[3][4]
- Johann Naab (1873–1968), Schuhfabrikant

### Söhne und Töchter der Gemeinde
- Karl Anton Kreuter (1876–1965), Ehrenbürger, Lehrer, Heimatforscher und Autor
- Josef Meyer (1883–1945), Eisenbahner und Politiker (NSDAP)
- Hermann Seibel (1903–1964), Politiker (Zentrum, CDU), Landtagsabgeordneter und Bürgermeister der Gemeinde
- Wolfgang Seibel (1928–2024), Jesuit und Publizist
- Gerhard Jäger (1942–1992), Musiker und Komponist des Welthits Monja der Gruppe The Cry’n Strings
- Markus Schächter (* 1949), Journalist und ZDF-Intendant (März 2002 bis März 2012)
- Michael Braun (1958–2022), Literaturkritiker
- Manfred Seibel (* 1958), Politiker (Bündnis 90/Die Grünen)

### Personen, die vor Ort gewirkt haben
- Peter Arnold (* 1952), Hornist und Professor an einer Musikhochschule, war 2017/2018 Dirigent des örtlichen Musikvereins.
- Jakob Bisson (1888–1963), Priester, wurde vor Ort begraben.
- Peter Hoffmann, Arzt und langjähriger Vorsitzender der Ärztlichen Kreisvereinigung, erhielt das Bundesverdienstkreuz.
- Charlotte Hohendorf erhielt das Bundesverdienstkreuz.
- Christof Reichert (* 1967), Politiker (CDU), besuchte von 1973 bis 1977 die örtliche Grundschule und war von 1995 bis 2010 Vorsitzender des CDU-Gemeindeverbands Hauenstein.
- Carl-August Seibel (* 1958), Hauensteiner Schuhfabrikant, erhielt 2006 den Verdienstorden des Landes Rheinland-Pfalz.
- Albrecht Vogelsang, Heimatforscher, war von 1991 bis 2011 Jurymitglied beim Mundartdichter-Wettstreit Sickinger Höhe.